# Pont de Neuilly (metrostation)
Pont de Neuilly is een station van de metro in Parijs langs de metrolijn 1 in de gemeente Neuilly-sur-Seine. Het is genoemd naar de nabijgelegen brug.
Het station was het eindpunt van lijn 1 van 1937 tot 1992, toen lijn 1 via de Pont de Neuilly over de Seine verlengd werd tot metrostation La Défense.
Op het straatniveau bevindt zich een autobusstation en een plein waarvandaan het gebied van La Défense zichtbaar is.

## Toegang
- 185, avenue Charles de Gaulle
- 205, avenue Charles de Gaulle
- 209, avenue Charles de Gaulle

## Overstapmogelijkheden
- Buslijnen van de RATP
- Noctilien De Parijse nachtbus

La Défense · 
Esplanade de la Défense · 
Pont de Neuilly · 
Les Sablons · 
Porte Maillot · 
Argentine · 
Charles de Gaulle - Étoile · 
George V · 
Franklin D. Roosevelt · 
Champs Élysées - Clemenceau · 
Concorde · 
Tuileries · 
Palais Royal - Musée du Louvre · 
Louvre - Rivoli · 
Châtelet · 
Hôtel de Ville · 
Saint-Paul · 
Bastille · 
Gare de Lyon · 
Reuilly - Diderot · 
Nation · 
Porte de Vincennes · 
Saint-Mandé · 
Bérault · 
Château de Vincennes